# 사람 세포 유형 목록
사람 세포 유형 목록(人間細胞類型目錄, 영어: list of distinct cell types in the adult human body)은 사람의 세포를 유형별로 정리한 목록 문서이다. 사람 성인의 인체에는 약 30조(3×1013)개의 세포가 있으며, 이는 성별, 연령, 체중에 따라 약 20조~40조개에 달하며 대략 동일한 수의 세균 세포가 있다. 사람의 세포는 신체 내 위치와 기능에 따라 약 300가지 세포 유형으로 분류되며, 그 중 약 230가지 유형이 아래에 나열되어 있다.

## 같이 보기
- 세포
- 인체
- 배엽에서 유래된 사람 세포 유형 목록
- 인체 골격근 목록